# Nancy Drew... Detective
Série Nancy Drew (1938)
Nancy Drew... Reporter
(1939)
Pour plus de détails, voir Fiche technique et Distribution.
Nancy Drew... Detective est un film américain en noir et blanc réalisé par William Clemens, sorti en 1938.
Il s'agit de la toute première adaptation de la série littéraire Alice Roy du collectif Caroline Quine, et plus précisément du dixième roman de la série, Alice et le Pigeon voyageur dont il s'est librement inspiré. 
Il s'agit également du premier volet d'une tétralogie (entièrement réalisée par William Clemens) mettant en scène Bonita Granville dans le rôle de Nancy Drew. 
Le second volet est Nancy Drew... Reporter.

## Synopsis
Mary Eldridge promet de faire une donation à l'école de Nancy Drew, une jeune détective amateur, en souvenir de ses années dans cette même école avec la grand-mère de Nancy. Mais en rentrant chez elle, elle est enlevée par un groupe d'hommes désirant lui prendre son argent.
Nancy décide de sauver Mary avec l'aide de Ted Nickerson. Pour cela, Ted se déguise en infirmier et Nancy en jeune veuve pour essayer de localiser Mary.

## Fiche technique
- Titre original : Nancy Drew... Detective
- Réalisation : William Clemens
- Scénario : Kenneth Gamet, d'après Alice et le Pigeon voyageur du collectif Caroline Quine
- Direction artistique : Stanley Fleischer
- Montage : Frank Magee
- Photographie : L. William O'Connell
- Musique : Heinz Roemheld
- Costumes : Milo Anderson
- Producteurs : Bryan Foy
- Sociétés de production et de distribution : Warner Bros. Pictures
- Pays d’origine :  États-Unis
- Langue : anglais
- Format : noir et blanc — 1.37 : 1 — son : Mono
- Genre : policier
- Durée : 66 min
- Dates de sortie : 
  - États-Unis : 19 novembre 1938
  - France : 3 novembre 1939

## Distribution
- Bonita Granville : Nancy Drew
- John Litel : Carson Drew
- James Stephenson : Challon
- Frankie Thomas : Ted Nickerson
- Frank Orth : capitaine Tweedy
- Helena Phillips Evans : Mary Eldredge
- Renie Riano (en) : Effie Schneider
- Charles Trowbridge : Hollister
- Dick Purcell : Keiffer
- Edward Keane : Adam Thorne
- Mae Busch : Miss Tyson